# أوتو كوهلر
أوتو كوهلر (بالألمانية: Otto Koehler)‏ هو أستاذ جامعي ألماني، ولد في 20 ديسمبر 1889 في تشيرنياخوفسك في روسيا، وتوفي في 7 يناير 1974 في فرايبورغ في ألمانيا.